# 1. Division 2023-2024
La 1. Division 2023-2024, anche nota come NordicBet Liga 2023-2024 per ragioni di sponsorizzazione, è la 79ª edizione della seconda categoria del campionato danese di calcio. La stagione regolare è iniziata il 21 luglio 2023 ed è terminata il 17 marzo 2024.

## Stagione

### Novità
Al termine della scorsa stagione Vejle e Hvidovre, prime due classificate in campionato, sono state promosse in Superligaen, mentre sono state retrocesse in 2. Division le ultime due del campionato, Fremad Amager e Nykøbing.
Dalla Superligaen sono stati retrocessi Horsens e Aalborg, classificate rispettivamente undicesima e dodicesima, mentre dalla 2. Division sono state promosse Kolding IF e B.93.

### Formula
Le 12 squadre partecipanti si affrontano in un girone all'italiana con partite di andata andata e ritorno, per un totale di 22 giornate. Al termine della stagione regolare, le prime sei classificate giocano un ulteriore girone di andata e ritorno (mantenendo i punti) per due promozioni in Superligaen, mentre le ultime sei classificate, mantenendo i loro punti, giocano un girone di andata e ritorno per due retrocessioni in 2.Division.

## Squadre partecipanti
| Club        | Città      | Stadio                   | Stagione 2022-23   |
| ----------- | ---------- | ------------------------ | ------------------ |
| Aalborg     | Aalborg    | Aalborg Portland Park    | 11° in Superligaen |
| B.93        | Copenaghen | Østerbro Stadium         | 2° in 2. Division  |
| Fredericia  | Fredericia | Monjasa Park             | 7° in 1. Division  |
| HB Køge     | Køge       | Herfølge Stadion         | 8° in 1. Division  |
| Helsingør   | Helsingør  | Helsingør Stadion        | 6° in 1. Division  |
| Hillerød    | Hillerød   | Hillerød Stadium         | 9° in 1. Division  |
| Hobro       | Hobro      | DS Arena                 | 10° in 1. Division |
| Horsens     | Horsens    | CASA Arena Horsens       | 12° in Superligaen |
| Kolding IF  | Kolding    | Autocentralen Park       | 1° in 2. Division  |
| Næstved     | Næstved    | Næstved Stadio           | 5° in 1. Division  |
| SønderjyskE | Haderslev  | Haderslev Fodboldstadion | 3° in 1. Division  |
| Vendsyssel  | Vendsyssel | Hjørring Stadion         | 4° in 1. Division  |

## Prima fase

### Classifica
|  | Pos. | Squadra     | Pt | G  | V  | N  | P  | GF | GS | DR  |
|  | ---- | ----------- | -- | -- | -- | -- | -- | -- | -- | --- |
|  | 1.   | Aalborg     | 51 | 22 | 15 | 6  | 1  | 48 | 22 | 26  |
|  | 2.   | SønderjyskE | 49 | 22 | 15 | 4  | 3  | 58 | 24 | 34  |
|  | 3.   | Vendsyssel  | 36 | 22 | 10 | 6  | 6  | 34 | 28 | 6   |
|  | 4.   | Fredericia  | 35 | 22 | 9  | 8  | 5  | 34 | 27 | 7   |
|  | 5.   | Kolding IF  | 33 | 22 | 10 | 3  | 9  | 34 | 32 | 2   |
|  | 6.   | Hobro       | 33 | 22 | 10 | 3  | 9  | 26 | 24 | 2   |
|  | 6.   | Hillerød    | 30 | 22 | 8  | 6  | 8  | 39 | 32 | 7   |
|  | 7.   | B.93        | 28 | 22 | 8  | 4  | 10 | 26 | 37 | -11 |
|  | 8.   | Horsens     | 25 | 22 | 7  | 4  | 11 | 28 | 35 | -7  |
|  | 9.   | HB Køge     | 18 | 22 | 5  | 3  | 14 | 24 | 50 | -26 |
|  | 10.  | Næstved     | 14 | 22 | 1  | 11 | 10 | 25 | 42 | -17 |
|  | 11.  | Helsingør   | 12 | 22 | 2  | 6  | 14 | 23 | 46 | -23 |

Legenda:
      ammesso ai play-off promozione
      ammesso ai play-out retrocessione 
Note:

Tre punti a vittoria, uno a pareggio, zero a sconfitta.

## Seconda fase

### Play-off promozione

#### Classifica finale
|  | Pos. | Squadra     | Pt | G  | V  | N | P  | GF | GS | DR |
|  | ---- | ----------- | -- | -- | -- | - | -- | -- | -- | -- |
|  | 1.   | SønderjyskE | 62 | 28 | 19 | 5 | 4  | 67 | 26 | 41 |
|  | 2.   | Aalborg     | 56 | 27 | 16 | 8 | 3  | 56 | 31 | 25 |
|  | 3.   | Fredericia  | 44 | 28 | 12 | 8 | 8  | 42 | 38 | 4  |
|  | 4.   | Vendsyssel  | 42 | 27 | 11 | 9 | 7  | 40 | 34 | 6  |
|  | 5.   | Kolding IF  | 39 | 27 | 11 | 6 | 10 | 42 | 39 | 3  |
|  | 6.   | Hobro       | 37 | 27 | 11 | 4 | 12 | 31 | 33 | -2 |

Legenda:
      promossa in Superligaen 2024-2025 
Note:

Tre punti a vittoria, uno a pareggio, zero a sconfitta.

### Classifica finale
|  | Pos. | Squadra   | Pt | G  | V  | N  | P  | GF | GS | DR  |
|  | ---- | --------- | -- | -- | -- | -- | -- | -- | -- | --- |
|  | 7.   | Hillerød  | 36 | 27 | 9  | 9  | 9  | 46 | 36 | 10  |
|  | 8.   | Horsens   | 35 | 27 | 10 | 5  | 12 | 33 | 41 | -8  |
|  | 9.   | B.93      | 32 | 27 | 9  | 5  | 13 | 33 | 49 | -16 |
|  | 10.  | HB Køge   | 26 | 27 | 7  | 5  | 15 | 36 | 56 | -20 |
|  | 11.  | Næstved   | 21 | 27 | 3  | 12 | 12 | 30 | 48 | -18 |
|  | 12.  | Helsingør | 16 | 27 | 2  | 10 | 15 | 29 | 54 | -25 |

Legenda:
      retrocessa in 2. Division 2024-2025 
Note:

Tre punti a vittoria, uno a pareggio, zero a sconfitta.